# Sagenomella alba
Sagenomella alba är en svampart som beskrevs av W. Gams & B.E. Söderstr. 1978. Sagenomella alba ingår i släktet Sagenomella och familjen Trichocomaceae.   Inga underarter finns listade i Catalogue of Life.